# Placebo (middel)
Een placebo (Latijn voor: 'ik zal behagen') is een als geneesmiddel voorgeschreven of aangeprezen middel dat geen werkzame bestanddelen bevat. Het woord placebo wordt ook gebruikt als verkorting van placebo-effect. Een placebo slaat in die betekenis op een positief psychisch effect dat optreedt door vertrouwen in de heilzame werking van een behandeling (bijvoorbeeld meer gevoel van welbehagen of opluchting). De placebo zelf geneest of verbetert echter niets. Ook bij geneesmiddelen treedt placebo op door de verwachting die de patiënt heeft. Echte geneesmiddelen dienen daarom het placebo-effect significant te overstijgen om over "medicinale werkzaamheid" te kunnen spreken.

## Placebo-effect
Het placebo-effect is het niet-specifieke effect of het verwachtingseffect, een (soms onverwacht) positief effect dat te zien is bij het toedienen van een niet-actieve stof. Het placebo-effect wordt naar men aanneemt veroorzaakt door het vertrouwen, het geloof, de hoop en de verwachting die (onbewust) ontstaan door:
1. de behandelaar
2. het geconsulteerd worden voor een klacht
3. de daaropvolgende behandeling

Placebo wordt het meest gebruikt in de betekenis van een positief verwachtingseffect op genezing, maar een negatief verwachtingseffect op genezing kan ook. Hiervoor wordt weleens de term nocebo gebruikt. Meestal wordt ook een negatief verwachtingseffect een placebo-effect genoemd, omdat het nog steeds om een verwachtingseffect gaat.

### Voorbeelden verwachtingseffect
1. Men geeft een placebo aan een nietsvermoedende patiënt die aanneemt aspirine te krijgen (en verwacht dat deze zal werken). In vele gevallen blijken de (hoofdpijn)klachten dan evenzeer te verdwijnen als bij die patiënt die echte aspirine kreeg. Als hoofdpijn reeds verdwijnt binnen bijvoorbeeld vijf minuten na het innemen van een aspirine, wordt dit veroorzaakt door het placebo-effect, aangezien het 20 minuten duurt voordat het middel in het bloed is.
2. Als iemand tegen de buurvrouw zegt: ik ben naar de dokter gegaan en ik heb xxx voorgeschreven gekregen. De buurvrouw reageert dat ze echt niet tegen dit middel kon, dat ze allerlei bijwerkingen kreeg en deze vervolgens beschrijft dan is de kans aanwezig dat degene door het nocebo-effect deze bijwerkingen ook kan krijgen. Aan de andere kant, als de arts door een positieve beschrijving een positieve verwachting wekt over het middel, kan het geloof in het middel een placebo-effect veroorzaken.
3. Een dure placebo blijkt beter te werken dan een goedkope.[1] Dit bleek in 2008 uit een experiment. Proefpersonen kregen elektrische stroompjes in hun pols toegediend, waarbij zij een pijnstiller kregen. De helft van de deelnemers kreeg te lezen dat de pijnstiller 2,50 dollar kost, de andere helft meende dat het om pilletjes van tien dollarcent ging. De 'duurdere' onwerkzame pillen gaven een veel grotere verbetering bij veel meer vrijwilligers te zien. Het verschil tussen beide pillen verdween wanneer de stroomstoten sterker werden en daarmee het placebo-effect.

### Bijwerkingen van een placebo
Een patiënt kan ook bij specifieke medicijnen verwachte bijwerkingen als misselijkheid, droge mond, of hoofdpijn krijgen als onderdeel van het placebo-effect.

### Placebo versus kwakzalverij
Het woord placebo wordt in relatie tot kwakzalverij gebruikt met als betekenis nep, fraude of bedrog. In deze context wordt met de term placebo op de veronderstelde geneeskundige werking van alternatieve behandelingen geduid. Aanhangers van alternatieve behandelingen schrijven immers medische effecten die louter op placebo terug te brengen zijn toe aan het gebruikte middel.
Placebo is zowel bij de traditionele geneeskunde, als bij alternatieve therapie onvermijdelijk. De reële medicinale waarde van een geneesmiddel ligt in het significant overstijgen van het placebo-effect. De enige plaats waar bewust en intentioneel mensen worden behandeld met inactieve pillen is in het wetenschappelijk onderzoek, om door vergelijking te kunnen vaststellen hoeveel van het waargenomen effect van een nieuw middel toe te schrijven is aan het placebo-effect. Hoewel een placebo-pil geen actieve bestanddelen heeft, kan ook het placebo-effect een echte verbetering van een klacht teweegbrengen.

## Placebo in geneesmiddelonderzoek
Bij geneesmiddelonderzoek is het nooit voldoende om een nieuw middel aan een aantal patiënten te geven om te kijken of het helpt; er moet altijd ook een controlegroep zijn die geen werkzaam geneesmiddel krijgt. De effecten daarvan op die groep moeten worden vergeleken met de resultaten van de groep die het te testen 'effectieve' middel kreeg.
In geneesmiddelenonderzoek is het doel om te bewijzen dat een stof beter effect scoort dan het placebo-effect. Een cruciaal punt is dat de arts die het middel voorschrijft en de arts die het effect beoordeelt noch de patiënt mogen weten wie wat heeft gehad - hun eigen verwachtingen over het middel zouden ze onbewust aan de patiënt kunnen overdragen, of het zou hun oordeel over de toestand van de patiënt na de behandeling kunnen beïnvloeden. De manier om dit te doen is om een gerandomiseerd dubbelblind onderzoek. De middelen zijn aan de buitenkant niet te onderscheiden qua kleur, grootte, smaak etc.
Het is lang niet altijd makkelijk om een dergelijk onderzoek goed te doen: bijvoorbeeld de smaak kan het effectieve middel duidelijk verraden of het middel kan onmiskenbare bijwerkingen hebben.

### Actieve placebo
Uit onderzoek is gebleken dat een placebo dat dezelfde bijwerkingen heeft als de bekende verwachte negatieve bijwerkingen van een actief middel aanzienlijk beter werkt. Dit worden actieve placebo's genoemd, hoewel deze term onhandig is, het doet denken dat er ook inactieve placebo's zijn.
Vanuit het gezichtspunt van de farmaceut die onderzoek doet en bekostigt is het placebo-effect ongewenst, ze willen het placebo-effect uitsluiten, evenals bijvoorbeeld het natuurlijke verloop van een ziekte en regressie naar het gemiddelde. Ze zijn daartoe verplicht voordat ze een medicijn kunnen en mogen verkopen. De farmaceut brengt deze houding ook over op artsen: placebo wordt gezien als ongewenst, als nep en ook de houding dat je placebo moet uitsluiten en ook dat je placebo kan uitsluiten.

## Placebo als medicijn bij de arts
Het voorschrijven van een placebo wordt meestal als onethisch gezien aangezien de patiënt de indruk heeft echt behandeld te worden. Soms kan een arts om medisch-pragmatische redenen een placebo toedienen wanneer hem of haar dat het meest gepast lijkt op grond van de vastgestelde diagnose.

## Placebo in psychotherapie
De pragmatische houding van de clinicus is om alle mogelijk positieve effecten, dus ook het placebo-effect, in te sluiten. Er wordt in therapie vaak gepraat over algemene en non-specifieke ingrediënten van therapievormen die effectief blijken te zijn.
Die "aspecifieke effecten" kunnen zo sterk zijn, dat ze het al dan niet effectief zijn van de interventie onzichtbaar maken. Met andere woorden: beter een goede therapeut met een waardeloze therapie dan andersom.
De Moor noemt eigenschappen van de therapeut en van de cliënt. Eigenschappen van de therapeut zijn de kerncondities van de hulpverlening: empathie, echtheid en onvoorwaardelijke, accepterende warmte.
Eigenschappen van de cliënt zijn diens motivatie, houding en verwachting.

## Wetenschappelijk onderzoek naar het placebo-effect
Er is nog betrekkelijk weinig wetenschappelijk onderzoek gedaan naar het placebo-effect, maar uit het onderzoek dat er naar gedaan is komen enkele interessante zaken naar voren.
Uit antropologisch onderzoek blijkt bijvoorbeeld dat het geven van meerdere placebo-pillen beter werkt dan het geven van één pil. Ook de kleur blijkt van belang. Rituelen blijken ook te helpen bij het versterken van het placebo-effect, zoals onder andere het ritueel omtrent een operatie. Het belangrijkste blijkt echter de inzet en het (zelf)vertrouwen van de behandelaar te zijn. Hoe enthousiaster en zekerder de behandelaar is van zijn zaak, hoe groter het effect.
Uit onderzoek bij parkinsonpatiënten in Vancouver, Canada, is gebleken dat het injecteren van een zoutoplossing (een placebo) zorgde voor een verhoogde productie van dopaminen, hetgeen de symptomen van parkinson verminderde.

### Placebo neurochemisch bij placebo-pijnonderzoek
Fabrizio Benedetti, placebo-onderzoeker van het eerste uur, heeft aangetoond dat naloxon - dat de endorfinen blokkeert - het placebo-effect bij pijn tenietdoet en dat de proglumide - een cholecystokinineblokker - het placebo-effect kan vergroten. Proglumide zonder placebo heeft geen effect op de pijnbeleving.

### Placebo-operaties bij de arts
Uit onderzoek van Dr. Bruce Moseley uit Houston, Texas (VS), bleek dat een nep-operatie in plaats van een veel toegepaste operatie bij artrose van de knie hetzelfde of een beter resultaat had dan de gewone operatie, zelfs op lange termijn. Ondanks de conclusie over het grote placebo-gehalte van deze chirurgische interventie wordt ze nog standaard gedaan.

### Placebo-effecten bij onderzoek
Onderbelicht is vaak het placebo-effect van de onderzoekers op hun eigen onderzoek zélf. Men sluit deze invloed vaak uit. Bij een onderzoek naar houdingen ten opzichte van placebo-effecten bleken chirurgen de chirurgie, internisten het gebruik van medicijnen, psychotherapeuten de psychotherapie en psychoanalytici de psychoanalyse uit te sluiten. Het grootste placebo-effect treedt op in dubbelblind onderzoek waarbij zowel arts als patiënt gelooft dat er sprake is van een krachtige nieuwe behandelingsmethode. Als de arts gelooft dat de behandeling minder effectief zal zijn, dan is het placebo-effect ook kleiner. In enkelblind onderzoek waarin de arts weet welke patiënten de placebo kregen, maar de patiënt niet, hebben placebo's nog minder effect. Bij geheel open onderzoek waarbij de patiënten weten dat ze placebo's krijgen, is het effect het kleinst.
Met andere woorden: behandelingen werken het best als zowel arts als patiënt geloven dat ze een krachtige helende werking hebben. In onderzoek daarentegen waarbij de werkzame stof als placebo wordt aangeduid zijn de klinische effecten van geneesmiddelen kleiner. Een minder hoge verwachting leidt dus tot een kleiner placebo-effect. Dat gebeurt bijvoorbeeld bij nieuwe 'supergeneesmiddelen' die aanvankelijk zeer hoge verwachtingen wekken maar later blijken tegen te vallen. De negentiende-eeuwse Franse arts
Armand Trousseau herkende dat patroon en adviseerde zijn collega's 'om zo lang als dat nog geneeskrachtig werkt zo veel mogelijk patiënten met het nieuwe geneesmiddel te behandelen'.

## Geschiedenis van placebo

### Geschiedenis van het woord placebo
Het woord placebo in de onderhavige betekenis komt van het gebruik in psalm 116: "Placebo domino in regione vivorum" (Ik zal de Heer behagen in het land van de levenden). Het gebed voor de doden begint met deze psalm. In de Middeleeuwen zong men deze psalm bij begrafenissen. Daarbij werden monniken of andere mensen ingehuurd om mee te zingen die werden betiteld als de "placebo's".
Geoffrey Chaucer stelde het gebruik aan de kaak dat monniken de rouwende geld aftroggelden voor dit gezang. Hij gebruikte het woord placebo in circa 1340 voor het eerst als afzonderlijk woord (eigenlijk als een naam) in de betekenis van "niet echt" of "nep": in zijn verhaal The Merchant's Tale uit The Canterbury Tales is Placebo een slechte raadgever.
Het woord dook in 1785 voor het eerst op in een ongunstige betekenis in een medisch woordenboek en werd gedefinieerd als 'een alledaagse methode of volksmedicijn'.

### Geschiedenis van Placebo
Al in 1572 merkte de Franse essayist Michel de Montaigne op dat sommige mensen al beter worden door slechts naar een medicijn te kijken.
Een meer gestructureerd bewijs werd geleverd door Leonard Cobb. Naar aanleiding van werk van de Italiaanse arts Fieschi die in 1939 redeneerde dat mensen met angina meer zuurstof naar het hart nodig hebben. Deze arts bedacht een techniek waarbij twee aders worden afgebonden; niet zonder resultaat: een derde van de patiënten is helemaal van de klachten af en driekwart heeft een verbetering.
De Amerikaanse chirurg Leonard Cobb denkt er anders over en test zijn bedenkingen door in 1956 bij een testgroep van negen mensen een nep-operatie te doen, tegenover de 8 van de "echte" operatie. De sneetjes werden gemaakt, maar meer niet. De resultaten: beide groepen knapten even goed op.

### Eerste wetenschapper die placebo's onderzocht
De anesthesist Henry Beecher publiceerde in 1955 een zeer invloedrijk artikel, The Powerful Placebo, over het therapeutische effect dat een placebo kan hebben. Henry Beecher was de eerste wetenschapper die zich waagde aan het kwantificeren van het begrip placebo-effect.
In het in 1955 door Beecher gepubliceerde artikel geeft hij een overzicht van vijftien geneesmiddelenonderzoeken waarbij men gebruik maakte van een placebogroep. Beecher concludeerde naar aanleiding van deze 15 experimentele opzetten dat de placebobehandelingen in gemiddeld 35% van de gevallen een bevredigend resultaat hadden opgeleverd. Sindsdien wordt het placebo-effect gezien als een wetenschappelijk feit. Binnen de placebo-onderzoeken die Beecher in zijn artikel gebruikt, zijn echter verschillende fouten waar te nemen; hierdoor rijst de vraag in hoeverre er daadwerkelijk sprake is van een placebo-effect.

## Ethisch dilemma bij placebo
In Nederland is de arts verplicht om de patiënt te vertellen wat hij slikt, maar hoe ethisch is het om een patiënt te vertellen dat hij een placebo slikt? Het zeggen dat iemand een placebo moet slikken is mogelijk het verbreken van rapport en vertrouwen, want placebo klinkt als nep en 'het is psychisch' en dus niet serieus. Er is grote kans dat het gebruik van het woord placebo het placebo-effect teniet zal doen.
In de jaren 50 en 60 werd het voorschrijven van placebo bewust gedaan in 30 % van de gevallen. Het wordt sinds jaren 80 en 90 gezien als niet ethisch om een placebo voor te schrijven. Met deze ethiek neemt de kans op genezing door het placebo-effect af.
Daarnaast betekent het voorschrijven van een placebo vaak dat er geen echt medicijn wordt voorgeschreven, wat voor een patiënt een risico vormt; de kwaal wordt immers niet fysiek bestreden.

## Gradaties in placebo-effect
Placebo werkt zo sterk mogelijk als zo veel mogelijk placebo-opwekkende elementen worden gebruikt in de therapeutische interactie en tegelijk moeten nocebo-opwekkende elementen zo veel mogelijk worden vermeden.
Een korte lijst placebo-opwekkende elementen: positieve houding, positieve verwachting, geloof, aandacht, duidelijke positieve diagnose en suggestie kunnen een positief effect hebben op genezing.
Placebo ontstaat door het therapeutische proces zelf. Het feit dat iemand een autoriteit gaat opzoeken met een vraag, de persoon van de hulpverlener zelf. Het geloof van de hulpverlener in wat hij verkoopt.
De psychoneuroimmunologie is de wetenschap die bestudeert hoe gevoelens en emoties effect hebben op het immuunsysteem en omgekeerd. Stress heeft een beperkend effect op het immuunsysteem. Het belang van de geruststellende woorden tijdens de diagnose en behandeling zouden een belangrijk deel van het placebo-effect kunnen zijn.
Placebo voor hoofdpijn werkt beter dan een algemene pijnstilplacebo. Morfineplacebo werkt beter dan een aspirineplacebo.
Een spuit werkt beter dan een pil. Zowel een placebo-pijnstiller als een effectieve pijnstiller werken significant beter als de patiënt ze ziet voordat ze worden toegediend. Placebo's met opgedrukte bekende merknaam werken beter. Nieuwe medicijnen werken beter dan oude.

### Bij wie werkt placebo het sterkst?
Suggestibiliteit van mensen lijkt hier de voornaamste factor. Suggestibiliteit is een term die gebruikt wordt in de hypnose, om aan te geven hoe open iemand staat voor suggestie en ook hoe hypnotiseerbaar iemand is.

### Placebo en congruentie
In een onderzoek kwam naar voren dat een arts met dezelfde middelen voor MS aanzienlijk betere resultaten had dan andere artsen.
De behandelaar moet congruent zijn; hij moet zeggen wat hij doet en doen wat hij zegt. Hij moet geloven wat hij zegt en doet. Als een arts bewust liegt zal dit minder effectief zijn, hij is niet congruent of echt. Het vertrouwen, zelfvertrouwen, geloof en verwachting van de behandelaar bepalen hoe sterk hij als placebo kan werken.

### Hoe vergroot men het placebo-effect?
- In de tweede eeuw na Christus wist de Griekse arts Galenus al: “Hij in wie de mensen het meest vertrouwen hebben, geneest het beste.”
- Wees congruent. Zorg voor innerlijke zekerheid en zelfvertrouwen. Wees gezaghebbend. Heb een reputatie. Wees geloofwaardig.
- Zorg voor motivatie van de klant.
- Duidelijke ondubbelzinnige diagnose van de behandelaar, verkocht met positieve verwachting en aannemelijke route naar herstel.
- Geef de klant tijd en aandacht. Wees liefdevol, begripvol en aardig.
- Zorg voor een dramatisch ritueel bij de interventie. Hoe groter het ritueel, hoe groter het placebo-effect.
- Verkoop de behandeling geloofwaardig met toewijding, zorg en liefde.
- Door als arts de praktische en pragmatische aanpak te nemen: zeg niet ik schrijf u een krachtig placebo voor, maar zeg gerust: ik schrijf u een middel voor waarvan ik heb ervaren dat het werkt (en zo nodig erbij: bij circa x procent van de mensen).
- Het voorschrijven van een placebo met een magisch klinkend ingrediënt of plantenextract dient de voorkeur boven het Latijn voor gele pil. Van een aantal plantenextracten is ook nog niet duidelijk welk bestanddeel nu het effectieve is, of dat het de synergie tussen verschillende bestanddelen is.
- Voorlichting bevordert het effect van operaties.
- Wees een lopende placebo, verleen hulp op een zeer menselijke manier.
- Verkoop de negatieve bijwerkingen als positief.
- Conditionering. Conditionering kan het placebo-effect vergroten.

Er is een onderzoek gedaan in 1987 door K.B. Thomas waarin blijkt dat een positieve diagnose een placebo-effect heeft op het herstel en een onzeker diagnose en onzekerheid over herstel een nocebo-effect heeft op herstel.
De mate van effectiviteit van placebo is voor een deel afhankelijk van de klacht of klachtsoort. Naarmate het vertrouwen van de gebruiker echter groter is en deze in staat is zichzelf in hogere mate te ervaren als één geïntegreerd geheel, zal het effect ervan sterker zijn. Blijkens recent onderzoek van MIT speelt ook de (al dan niet veronderstelde) prijs van placebo's en andere geneesmiddelen een niet onbelangrijke rol. Zeker bij ingebeelde ziekten zal dat laatste aspect behoorlijk meewegen.

## Trivia
- Het placebo-effect beperkt zich niet tot geneeskunde en therapie, maar is bijvoorbeeld ook bekend in de economie als het Hawthorne-effect en is te zien in alle situaties waar mensen elkaar ontmoeten.
- Een soortgelijk verschijnsel doet zich voor bij merkbrandstof die onder standaardomstandigheden niet schoner of zuiniger is. Doordat mensen echter meer voor hun brandstof betalen, gaan ze rustiger en daardoor zuiniger rijden, waardoor het inderdaad lijkt alsof de merkbrandstof zuiniger is.[10]
- Het placebo-effect is een werkzaam bestanddeel van alle geneeskundige of therapeutische interventies en is goed voor 30 tot 60 procent effectiviteit in geneeskundig onderzoek.[bron?] De werkzaamheid van het placebo-effect verschilt per klachtsoort, hoe psychischer, hoe groter en sneller het effect.[bron?] Anderzijds, hoe eenvoudiger de psychische klacht, hoe groter en sneller het placebo-effect.[bron?]
- Het placebo-effect wordt circa 7 procent sterker per 10 jaar door de verwachting dat medicijnen steeds beter worden (onderzoek B. Timothy Walsh).[bron?]
- Nieuwe medicatie werkt beter dan oude door de verwachting dat het nieuwe beter is.[bron?]
- Er zit geen poedersuiker meer in placebo-pillen.[bron?]